# Time-out-Technik
Bei der Time-out-Technik handelt es sich um ein Verfahren zur Verhaltenstherapie von Kindern und Jugendlichen. Das Verfahren basiert auf der operanten Konditionierung. Kinder und Jugendliche werden, wenn sie unerwünschtes Verhalten zeigen, für bis zu 15 Minuten von möglichst vielen Reizen isoliert. Es geht darum, durch soziale und kommunikative Ausgrenzung jegliche Verstärkerreize des Fehlverhaltens zu entziehen. Als Verstärkerreize sind Reize zu bezeichnen, die das unerwünschte Verhalten fördern, zum Beispiel Blickkontakte, Belächeln des Verhaltens, reizüberflutende Umgebung (besonders bei Autisten etc.). 
Die auffällige Person wird aus dem jeweiligen Umfeld herausgenommen, und es wird schlagartig jeder (positive oder negative) soziale und kommunikative Kontakt unterbunden. Die zu betreuende Person sollte in eine reizarme Umgebung gesetzt werden, ohne Zugang zu anderen Verstärkern oder Kommunikationspartnern zu haben. 
Diese „Auszeit“ soll nicht als Wegsperren angesehen werden. Vielmehr geht es darum, der zu betreuenden Person die Möglichkeit zu geben, wieder zu sich zu finden und ihr Verhalten zu reflektieren und zu analysieren.
Die Time-out-Technik findet vor allem bei Störung des Sozialverhaltens, oppositionellem Trotzverhalten und Aufmerksamkeitsdefizit-/Hyperaktivitätsstörungen Anwendung.
Grundsätzlich ist anzumerken, dass die Methode bei Depressiven, Suizidgefährdeten und Menschen, die zu selbstverletzendem Verhalten und psychischen Erkrankungen (z. B. Borderline-Syndrom) neigen, keine Anwendung finden darf. Bei der Anwendung der Methode ist auf die nicht beängstigenden Rahmenbedingungen zu achten. In einigen Einrichtungen der Jugendhilfe und der psychiatrischen Versorgung sind eigens Time-out-Räume vorhanden, die nach den Maßgaben reizarm eingerichtet sind und sich besonders für den Einsatz des Time-out-Verfahrens eigenen. 
Die Methode wurde auch von Pädagogen verwendet, die in der Öffentlichkeit stehen, so zum Beispiel von Diplom-Pädagogin Katharina Saalfrank (in Die Super Nanny), die sie in ihrer Arbeit in der TV-Sendung nicht als „Time-out-Methode“, sondern als „stille Treppe“, „ruhigen Stuhl“ o. ä. bezeichnete. Allerdings wurde die Methode formatgebunden nur kurze Zeit angewandt. Katharina Saalfrank distanzierte sich inzwischen deutlich von dem sogenannten Triple-P-Programm, das der aus England adaptierten Sendung ursprünglich zugrunde lag und in dessen Rahmen auch die Time-out-Technik Verwendung findet.